# Sam l'Insubmergible
Sam l'Insubmergible, també conegut com a Klaus, Oscar o Sam, fou un gat de vaixell segurament alemany, que va servir tant a la Kriegsmarine com a la Royal Navy en el transcurs de la Segona Guerra Mundial, vivint en tres vaixells i sobrevivint a l'enfonsament de tots ells.

## Biografia

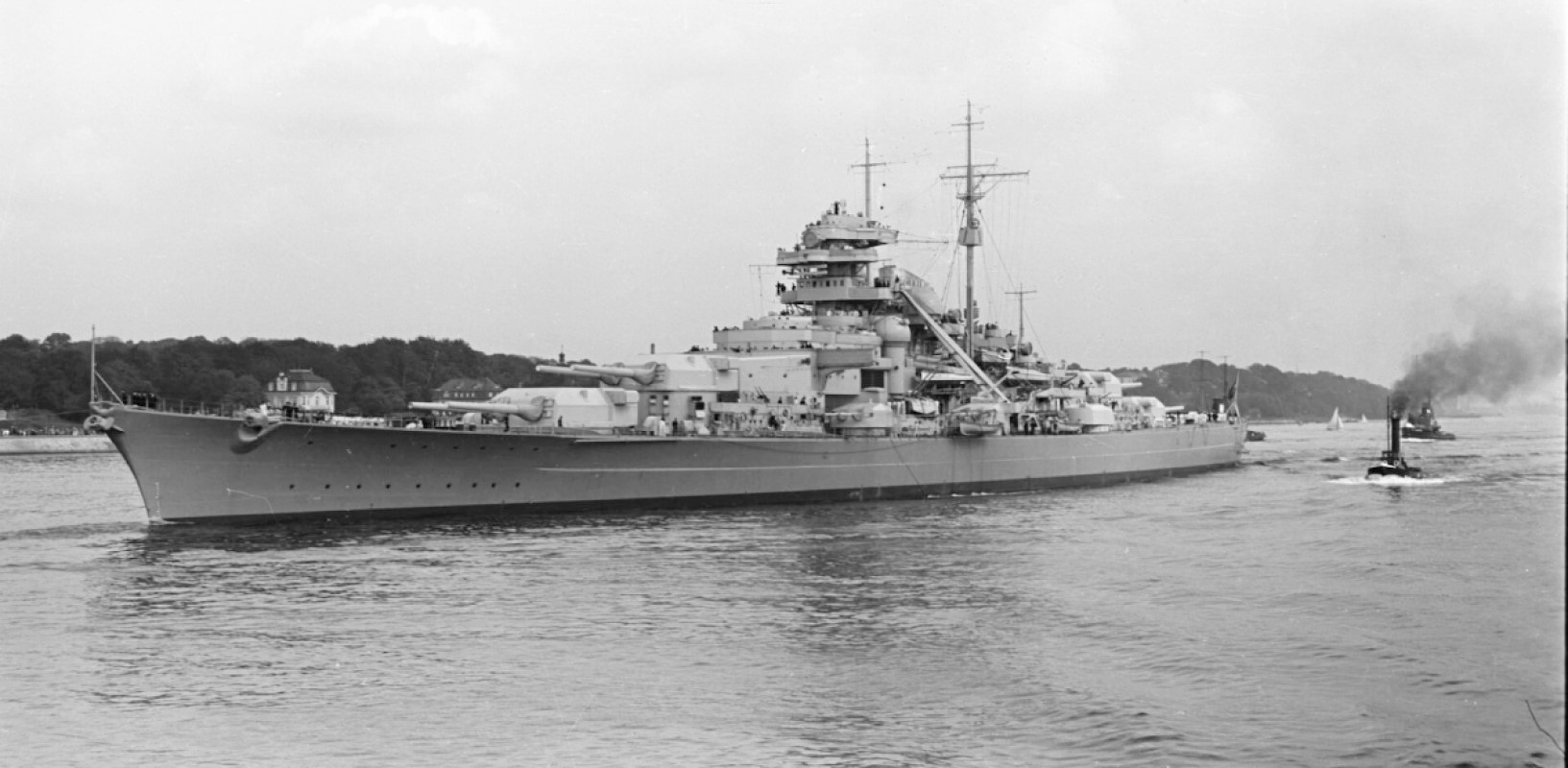
Bismarck

El gat, que era de color blanc i negre, originàriament pertanyia a un mariner del vaixell de guerra alemany Bismarck. L'animal es trobava a bord el 18 de maig de 1941, moment en què el cuirassat va salpar en el marc de l'Operació Rheinübung, la seva primera i darrera missió. El Bismarck fou enfonsat després d'una batalla ferotge el 27 de maig, en la qual només 118 dels seus 2.200 tripulants van sobreviure. Hores després, el gat fou trobat flotant en una taula de fusta, essent recollit per mariners britànics del destructor HMS Cossack. Desconeixedors del nom que tenia l'animal al Bismarck, la tripulació del Cossack va batejar-lo com a "Oscar".

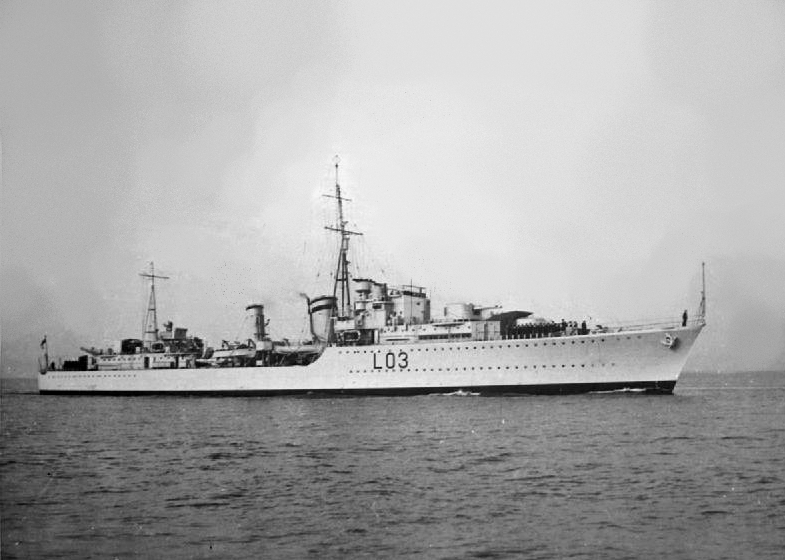
HMS Cossack

Oscar va servir a bord del Cossack els següents mesos, mentre la nau britànica realitzava tasques de protecció en diversos combois pel Mediterrani i l'Atlàntic. El 24 d'octubre del 1941, no obstant, mentre el Cossack escortava un comboi des de Gibraltar al Regne Unit, va ser atacat i inutilitzat per un torpede disparat pel submarí alemany U-563. La tripulació va ser transferida al destructor HMS Legion, i es va intentar retornar al Cossack a Gibraltar. Tot i així, un empitjorament de les condicions climàtiques va convertir la tasca en impossible, i es va haver d'abandonar el vaixell. El 27 d'octubre, un dia després de desenganxar la nau, el Cossack es va enfonsar a l'oest de Gibraltar. L'explosió inicial havia destrossat una tercera part de la secció davantera del vaixell, matant a 159 membres de la tripulació, però Oscar va aconseguir sobreviure. L'afortunat gat va viatjar amb la resta de tripulants a Gibraltar.

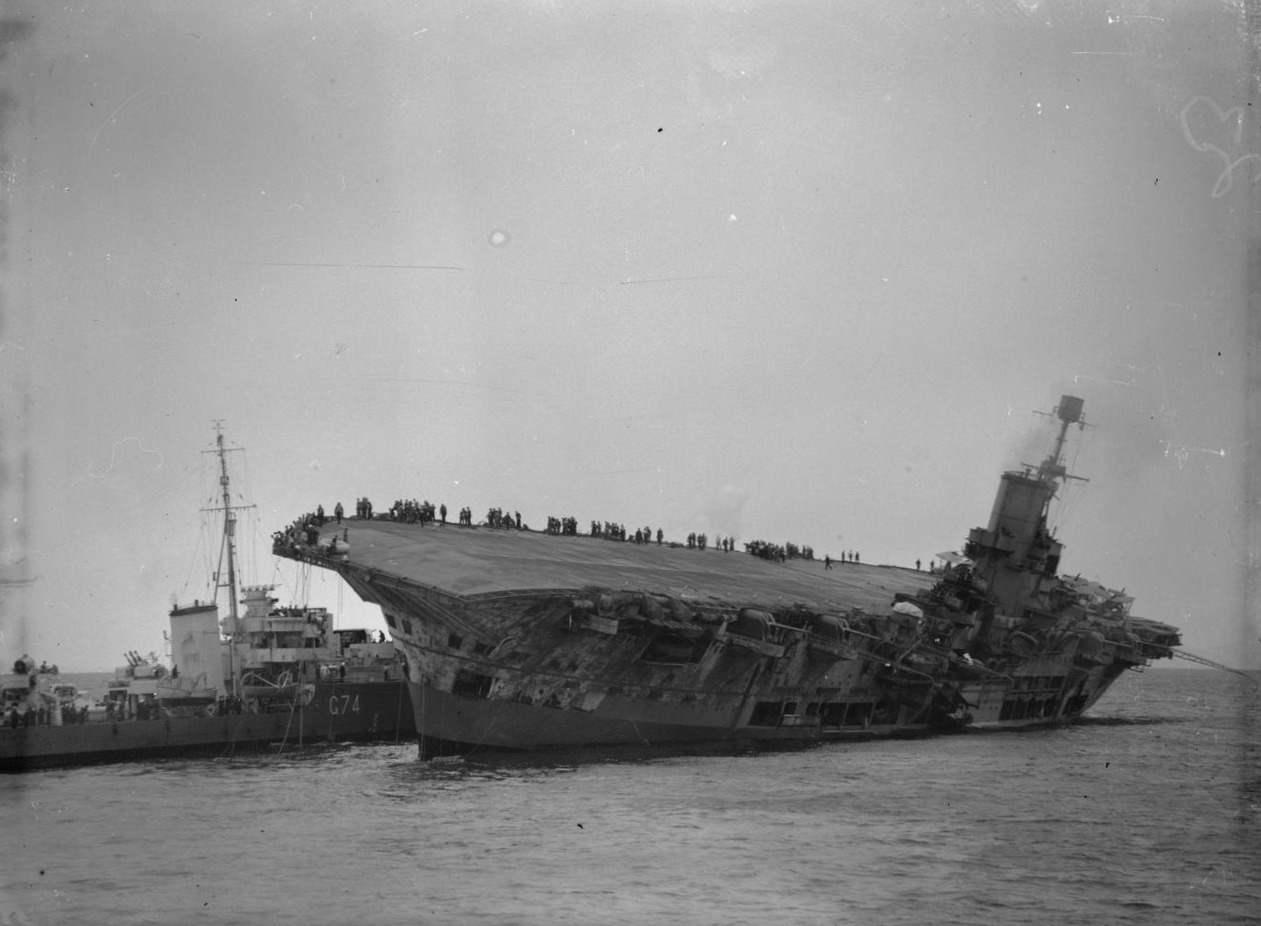
HMS Ark Royal

Ara conegut com a Sam l'Insubmergible, el gat va ser transferit al portaavions HMS Ark Royal, el qual, per cert, havia estat crucial en l'enfonsament del Bismarck. Tot i així, allí tampoc va tenir sort. Tornant de Malta, el 14 de novembre de 1941, el vaixell també va ser torpedinat, aquest cop pel submarí U-81. Es va intentar salvar l'Ark Royal, també portant-lo a Gibraltar, però la via d'aigua era massa gran. Finalment, el vaixell es va enfonsar a 30 milles de Gibraltar. La lentitud en què es va enfonsar el vaixell va permetre salvar a tots els tripulants menys un, inclòs Sam, a qui van trobar aferrant-se a una taula flotant. "enfadat però gairebé il·lès". Posteriorment seria transferit al HMS Lightning i al HMS Legion, el qual ja l'havia salvat del Cossack. Més endavant el Legion també s'enfonsaria, el 1942, i el Lightning el 1943.
La pèrdua de l'Ark Royal va comportar el final de la carrera navegant de Sam, que fou transferit a les oficines del Governador de Gibraltar, primer, i a la base dels mariners de Belfast, després, on passà la resta de la guerra.
Sam va morir el 1955.
Georgina Shaw-Baker va realitzar un retrat en colors pastel de Sam, titulat Oscar, el gat del Bismarck ("Oscar, the Bismarck's Cat" en anglès). Actualment es troba al National Maritime Museum de Greenwich.

## Existència
Alguns autors han qüestionat si la biografia d'Oscar/Sam no podria ser una ficció nàutica. Un dels punts més discutits és que hi ha imatges de dos gats diferents identificats com a Oscar/Sam. L'enfonsament del Bismarck i el rescat d'un nombre limitat de supervivents va tenir lloc en condicions desesperades, amb els vaixells britànics rebent l'ordre d'abandonar les tasques de rescat davant la possible presència de submarins alemanys, havent de deixar molts dels supervivents morir ofegats. En l'obra de Ludovic Kennedy no s'esmenta en cap moment l'incident del gat.